# Rivière Tapani
Rivière Tapani är ett vattendrag i Kanada.   Det ligger i provinsen Québec, i den sydöstra delen av landet, 160 km norr om huvudstaden Ottawa.
I omgivningarna runt Rivière Tapani växer i huvudsak blandskog. Runt Rivière Tapani är det mycket glesbefolkat, med 2 invånare per kvadratkilometer.